# Vologesias
Vologesias ist eine parthische Stadt, die von Vologaeses I. gegründet worden ist. Die Stadt wird bei einigen antiken Autoren genannt und erscheint in Inschriften aus Palmyra als Ausgangspunkt von Karawanen. Der genaue Standort der Stadt ist unbekannt, doch dürfte sie nicht weit von Babylon und Seleukia-Ktesiphon gelegen haben. In antiken Quellen erscheint auch eine Stadt mit dem Namen Vologesokerta, bei der es sich eventuell um dieselbe Stadt handelt. In der Stadt stand ein Tempel der Augusti, der von dem palmyrischen Karawanenführer Soadu geweiht worden ist.